# Abborrtjärnen (Arjeplogs socken, Lappland, 729920-160079)
Abborrtjärnen är en sjö i Arjeplogs kommun i Lappland och ingår i Skellefteälvens huvudavrinningsområde. Sjön har en area på 0,101 kvadratkilometer och ligger 440,2 meter över havet.

## Delavrinningsområde
Abborrtjärnen ingår i det delavrinningsområde (729930-160096) som SMHI kallar för Mynnar i Harrurbäcken. Medelhöjden är 452 meter över havet och ytan är 2,57 kvadratkilometer. Det finns inga avrinningsområden uppströms utan avrinningsområdet är högsta punkten. Vattendraget som avvattnar avrinningsområdet har biflödesordning 3, vilket innebär att vattnet flödar genom totalt 3 vattendrag innan det når havet efter 224 kilometer. Avrinningsområdet består mestadels av skog (88 procent). Avrinningsområdet har 0,1 kvadratkilometer vattenytor vilket ger det en sjöprocent på 3,9 procent.